# Anna Kostka
Anna Kostka (1575–1635) est une femme de la noblesse polono-lituanienne.
Anna était la fille de Jan Kotska et de Zofia Odrowąż, apparentée à saint Stanislas Kostka. Elle épouse Oleksander Ostrogski en 1592. Elle hérite de la ville de Jarosław ainsi que de plusieurs autres régions par sa mère.
Après être devenu veuve en 1603, elle mène une vie indépendante et gère son propre domaine et celui de ses enfants. Elle parraine l'université de Jarosław, introduit l'ordre bénédictin dans la ville, protège les Jésuites, commande plusieurs objets d'arts célèbres pour les églises et se fait connaître pour sa charité envers les pauvres.